# TT22
La tombe thébaine TT 22 est située à Cheikh Abd el-Gournah, dans la nécropole thébaine, sur la rive ouest du Nil, face à Louxor en Égypte.
C'est la sépulture d'Ouah, maître d'hôtel au début de la XVIIIe dynastie. Ouah a également le titre de surveillant d'une entrée du palais royal. Le surveillant de cette entrée contrôle l'accès au palais, y compris au bureau du vizir.
Le tombeau a été plus tard partiellement usurpé par un homme nommé Méryamon, qui porte le titre de fils aîné du roi. La femme de Méryamon, Hatchepsout, est mentionnée dans la tombe.